# Carlos Wila
Carlos Wila (* Muisne, Ecuador, 28 de agosto de 1991). es un futbolista ecuatoriano que juega de delantero en el Pelileo Sporting Club de la Segunda Categoría de Ecuador.

## Clubes
| Club                 | País    | Año           |
| -------------------- | ------- | ------------- |
| U.T.C                | Ecuador | 2009          |
| Espoli               | Ecuador | 2010          |
| Universidad Católica | Ecuador | 2010          |
| Deportivo Quito      | Ecuador | 2011          |
| Liga de Portoviejo   | Ecuador | 2012          |
| Mushuc Runa          | Ecuador | 2013          |
| Delfín SC            | Ecuador | 2013          |
| Clan Juvenil         | Ecuador | 2014          |
| Pelileo SC           | Ecuador | 2015-presente |

## Palmarés
| Título             | Club            | País    | Año  |
| ------------------ | --------------- | ------- | ---- |
| Segunda Categoría  | U.T.C           | Ecuador | 2009 |
| Serie A de Ecuador | Deportivo Quito | Ecuador | 2011 |
| Segunda Categoría  | Delfín SC       | Ecuador | 2013 |